# Mombretto
Mombretto di Mediglia è una frazione del comune di Mediglia, in provincia di Milano (da cui dista circa 12 km), situata nell'area del Parco agricolo Sud Milano. Si trova tra i comuni di Paullo, Pantigliate e Tribiano.

## Storia
Il paese ha origini molto recenti in quanto la prima abitazione, Villa Oriani, fu costruita intorno al 1950. Negli anni sessanta la frazione era abitata da famiglie di origini lodigiane, cremasche, cremonesi, bergamasche, bresciane, venete e sarde. In seguito nel paese si stanziarono famiglie provenienti dall'Italia del Sud, precisamente da Campania, Sicilia, Puglia e Calabria.

## Infrastrutture e trasporti

### Mobilità urbana
È collegato a Milano e ai paesi limitrofi grazie a un'azienda di trasporti, la Milano Sud-Est Trasporti, con le seguenti linee:
- z412 San Donato M3 - Paullo- Zelo Buon Persico - Comazzo
- z413 San Donato M3 - Paullo
- K525 San Donato M3 - Crema

Dagli anni novanta è in corso il progetto di ampliamento della linea M3 della metropolitana di Milano con una fermata che dovrebbe passare nei pressi del paese, ma per ora il progetto è in stand-by a causa dei costi per il rinnovamento della Paullese e per la realizzazione della Tangenziale Est Esterna di Milano (TEM). Per quanto riguarda la SS415, il 2 luglio 2012 è stato terminato il nuovo sottopasso sulla statale nei pressi di Vigliano, l'opera più importante e costosa di tutto il progetto che si trova in territorio del comune di Pantigliate.

### Altre strutture
È stato costruito un recente complesso commerciale, precisamente nel territorio appartenente al Comune di Pantigliate, denominato "Paullese Center". Nel territorio comunale di Mediglia sono presenti l'asilo "G. Rodari", la scuola elementare "A. Vivaldi" e la scuola media "A. Manzoni" appartenenti al plesso scolastico con sede a Bustighera, un ufficio postale, una farmacia ed il presidio medico. Nel 2006 è stato approvato dal consiglio comunale un progetto che prevede la costruzione del nuovo plesso scolastico nelle vicinanze di quello attuale, attualmente in fase avanzata di realizzazione. Il 15 maggio 2013, in occasione della seconda Notte Bianca Medigliese, è stata inaugurata la nuova Casa dell'acqua di Via Cimabue, che si inserisce in un più ampio progetto di riqualificazione della frazione di Mombretto che, ancora necessita di un distaccamento degli uffici comunali, essendo la frazione abitata da un numero cospicuo di abitanti.

## Sport
Era presente un campo da calcio presso lo Stadio Comunale di Via Melozzo da Forlì, dove si svolgevano le partite di una parte della Polisportiva Mediglia 2005 con sede a Robbiano. Mombretto ha avuto un ruolo importante nel calcio femminile con l'A.C.F. Aurora Mombretto che ha disputato diverse stagioni nella Serie A femminile nel 1981, 1988-1989, 1989-1990 e 1991-1992. Nata nel 1972, la società fu sciolta nel 2007 all'atto della fusione con il F.C.F. Mozzanica di Mozzanica.